# Basidiobolaceae
Basidiobolaceae är en familj av svampar. Basidiobolaceae ingår i ordningen Basidiobolales, divisionen oksvampar och riket svampar.
| Basidiobolaceae | \| \| Basidiobolus \| \| \| \| |
|                 | \| \| Basidiobolus \| \| \| \| |
|                 | Basidiobolus                   |
|                 |                                |

|  | Basidiobolus |
|  |              |